# 龍授山正男
龍授山 正男（りゅうじゅやま まさお、1961年6月12日 - ）は、福島県相馬市出身（生まれは神奈川県川崎市）で高砂部屋に所属した元大相撲力士。本名は渡辺 正男（わたなべ まさお）。182cm、145kg。最高位は東十両8枚目。得意技は右四つ、寄り。趣味はカメラ。

## 経歴
小学校5年生から東京都立砧工業高等学校まで柔道を習い、砧工業高校には飲食店でアルバイトをしながら通学していた。ある日、飲食店でアルバイトをしている時に、近所の相撲料理店を通じて訪ねて来た錦戸親方（元前頭・大田山）から勧誘されたので、
高校を中途退学して高砂部屋へ入門した
1979年5月場所に初土俵。幕下までは順調に出世したが、幕下ではなかなか幕下上位に進めず、十両に昇進するまで約7年の年月を要した。1989年11月場所に十両昇進。新十両の場所は9勝6敗と勝ち越したが、翌1990年1月場所は3勝12敗と大きく負け越して2場所で幕下に陥落した。幕下下位で負け越した1990年9月場所に廃業した。

## 主な成績
- 通算成績：251勝229敗12休  勝率.523
- 十両成績：12勝18敗  勝率.400
- 現役在位：69場所
- 十両在位：2場所

### 場所別成績
| | 一月場所 初場所（東京） | 三月場所 春場所（大阪） | 五月場所 夏場所（東京） | 七月場所 名古屋場所（愛知） | 九月場所 秋場所（東京） | 十一月場所 九州場所（福岡） |
| --- | ----------------------- | ----------------------- | ----------------------- | --------------------------- | ----------------------- | --------------------------- |
| 1979年 （昭和54年） | x                       | x                       | （前相撲）              | 西序ノ口42枚目 6–1          | 東序二段86枚目 3–4      | 西序二段96枚目 4–3          |
| 1980年 （昭和55年） | 東序二段71枚目 3–4      | 西序二段88枚目 4–3      | 西序二段61枚目 3–4      | 西序二段73枚目 4–3          | 東序二段55枚目 3–4      | 西序二段63枚目 6–1          |
| 1981年 （昭和56年） | 西三段目90枚目 4–3      | 西三段目65枚目 2–5      | 東三段目86枚目 2–5      | 東序二段12枚目 3–4          | 西序二段25枚目 4–3      | 西序二段9枚目 3–4           |
| 1982年 （昭和57年） | 東序二段22枚目 4–3      | 東序二段3枚目 5–2       | 東三段目64枚目 3–4      | 西三段目79枚目 4–3          | 西三段目60枚目 5–2      | 東三段目22枚目 5–2          |
| 1983年 （昭和58年） | 西幕下53枚目 5–2        | 西幕下35枚目 4–3        | 東幕下24枚目 2–5        | 東幕下38枚目 2–5            | 東三段目2枚目 6–1       | 西幕下31枚目 3–4            |
| 1984年 （昭和59年） | 東幕下42枚目 1–6        | 西三段目12枚目 3–4      | 西三段目28枚目 6–1      | 西幕下51枚目 4–3            | 西幕下35枚目 5–2        | 西幕下21枚目 4–3            |
| 1985年 （昭和60年） | 東幕下15枚目 0–3–4      | 西幕下50枚目 休場 0–0–7 | 西幕下50枚目 3–4        | 西三段目5枚目 6–1           | 東幕下35枚目 5–2        | 西幕下21枚目 3–4            |
| 1986年 （昭和61年） | 西幕下31枚目 6–1        | 東幕下13枚目 4–3        | 西幕下8枚目 3–4         | 東幕下14枚目 2–5            | 東幕下33枚目 4–3        | 西幕下24枚目 3–4            |
| 1987年 （昭和62年） | 西幕下34枚目 3–4        | 西幕下42枚目 6–1        | 東幕下19枚目 3–4        | 西幕下29枚目 3–4            | 東幕下37枚目 4–3        | 東幕下27枚目 4–3            |
| 1988年 （昭和63年） | 東幕下17枚目 3–4        | 東幕下26枚目 2–5        | 東幕下49枚目 5–2        | 東幕下32枚目 4–3            | 西幕下22枚目 4–3        | 西幕下14枚目 5–2            |
| 1989年 （平成元年） | 東幕下7枚目 5–2         | 西幕下4枚目 4–3         | 西幕下筆頭 3–4          | 西幕下5枚目 4–3             | 東幕下2枚目 5–2         | 西十両13枚目 9–6            |
| 1990年 （平成2年） | 東十両8枚目 3–12        | 東幕下5枚目 3–4         | 西幕下9枚目 2–5         | 西幕下23枚目 1–6            | 西幕下53枚目 引退 2–4–1 | x                           |
| 各欄の数字は、「勝ち-負け-休場」を示す。 優勝 引退 休場 十両 幕下 三賞：敢=敢闘賞、殊=殊勲賞、技=技能賞 その他：★=金星 番付階級：幕内 - 十両 - 幕下 - 三段目 - 序二段 - 序ノ口 幕内序列：横綱 - 大関 - 関脇 - 小結 - 前頭（「#数字」は各位内の序列） |                         |                         |                         |                             |                         |                             |

## 改名歴
- 渡辺山 正男（わたなべやま まさお）1979年5月場所 - 1980年3月場所
- 龍授山 正男（りゅうじゅやま まさお）1980年5月場所 - 1990年9月場所